# Cine Edison (Tucumán)
El Cine Edison fue un cine de San Miguel de Tucumán, Tucumán, Argentina, ubicado en 9 de julio 399. Fue inaugurado en 1933 y en 1988, al ser cerrada la sala cinematográfica, fue transformado en el boliche Metrópolis. Este local bailable fue cerrado en 2016 y desde entonces el edificio permanece abandonado y sin uso. El inmueble se encuentra actualmente catalogado como Bien de Interés Municipal.

## Historia
El Cine Edison fue inaugurado el 15 de abril de 1933 como parte de los cines que poseía la empresa North Argentine Films (posteriormente Compañía Cinematográfica del Norte) de Guillermo Renzi. El edificio que albergaba la sala cinematográfica, al igual que las salas Broadway, Ópera, Rex, etc. Era de estilo Art Decó con capacidad para 1000 personas repartidas entre las plateas y la parte alta del mismo.
En su época llegaba a presentar tres películas por función, abasteciendo las necesidades culturales y de ocio del barrio Sur capitalino. El cine cerró en 1981, siendo reabierto en 1984 para cerrar definitivamente en 1988. El edificio fue refuncionalizado como un local bailable llamado Metrópolis, que fungió como tal hasta 2016. En 2019 suscitó gran polémica su posible demolición para construir un estacionamiento, más no se llevó a cabo.